# Pedro Barrios
Pedro Daniel Barrios (Maldonado, Uruguay, 12 de setiembre de 1961) es un exfutbolista uruguayo. En sus comienzos se desempeñaba como centrocampista defensivo para luego afianzarse en la posición de marcador central en Nacional de Uruguay. 

## Trayectoria

### En Argentina
Cedido a Deportivo Mandiyú, fue partícipe del histórico ascenso del club a la Primera División de Argentina y su buen rendimiento le valió un lugar en la zaga del Club Atlético Huracán y en la selección de su país. Con Huracán obtuvo el subcampeonato en el Torneo Clausura 1994 y desde su llegada marcó 18 goles, 14 de tiro penal.
Convirtió 59 goles en el fútbol argentino y se retiró en Nacional en 1998 consagrándose campeón.

## Parentescos
También es el tío de Jorge Andrés Martínez, futbolista uruguayo que se desempeña en el Juventus FC de la Serie A italiana.
- Datos: Q6068261